# Reggie Jackson
Reggie Jackson (Pordenone, Itàlia, 6 d'abril de 1990) és un jugador de bàsquet nord-americà nascut a Itàlia, en estar destinat el seu pare militar a la Base Aèria d'Aviano, que juga en l'equip dels Detroit Pistons de l'NBA. Amb 1,90 metres d'alçada, juga en la posició de base.